# Дело об убийстве Церник
«Дело об убийстве Церник» (нем. Leichensache Zernik) — детективный фильм производства ГДР, вышедший в 1972 году.

## Предыстория
Действие фильма разворачивается в Берлине в 1948 году накануне кризиса. Город, разделённый на 4 оккупационных сектора, переживает серьёзные экономические и политические трудности. Всё сильнее ощущаются противоречия в управлении западной и восточной частями города.
Несмотря на сильные традиции и высокий уровень германского уголовного розыска, а также присутствие в штате опытных сотрудников, полуголодное существование полицейских, сложности, связанные с разделением города на сектора, непростые отношения с оккупационными властями и неуверенность в завтрашнем дне резко снизили эффективность работы немецкой криминальной полиции.
В первые послевоенные годы жители Берлина могли беспрепятственно перемещаться между секторами. При этом то, что правоохранительные органы секторов работали независимо, и их юрисдикция распространялась только на свой сектор, позволяло криминальным элементам совершать преступления в одном секторе и скрываться в другом. Это сделало необходимым поддержание дипломатичных отношений и сотрудничество между полицейскими различных секторов. Однако кризис 1948 года и разделение берлинской полиции на западную и восточную свели эти контакты к нулю.
Сюжет фильма частично основан на деле серийного убийцы Вилли Киммрица и воспоминаниях бывших сотрудников берлинской полиции.
Работу над кинокартиной режиссёр Герхард Кляйн начал весной 1970 года. Но через 10 съемочных дней он внезапно заболел и 21 мая 1970 года, в возрасте 50 лет, скончался. Лишь через два года его ассистент и ученик Хельмут Ничке возобновил съёмки, начав практически с нуля. Существенную помощь в работе ему оказал давний друг Кляйна, сценарист и режиссёр Вольфганг Кольхаазе.

## Содержание

### Убийство Катарины Церник

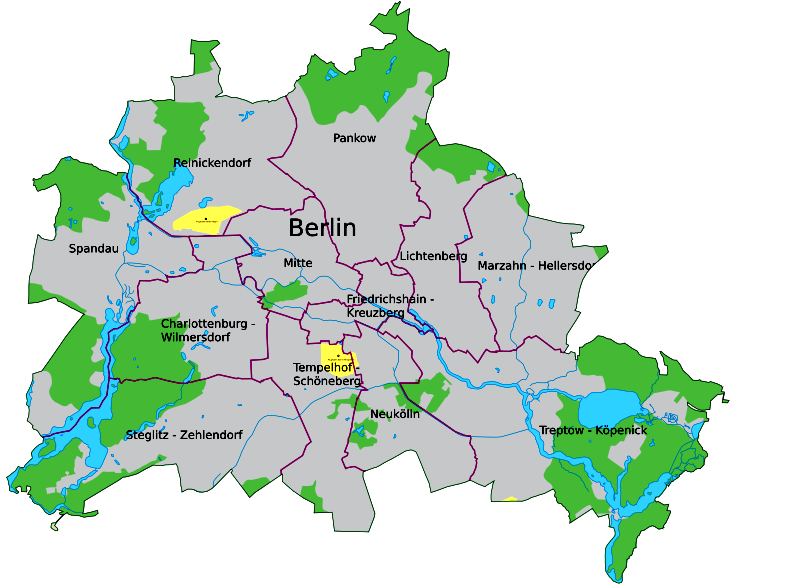
Карта Берлина

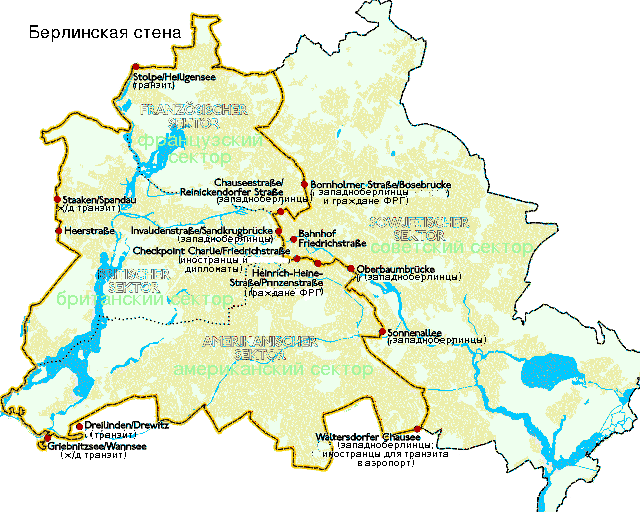
Берлин, разделенный на Восточную и Западную части

Место убийства Катарины Церник (отмечено крестиком)

Молодая женщина Катарина Церник едет в переполненном поезде Берлин — Бернау (советский сектор) вместе с другими берлинцами, направляющимися в сельскую местность для обмена вещей на продукты. Попутчик рассказывает Катарине о том, что в Панкове, куда он едет, можно совершить выгодный обмен. Они вместе выходят на станции Бух и углубляются в лес, где мужчина убивает Катарину, задушив её. Забрав её вещи, он выливает серную кислоту на её лицо и пальцы, а затем прячет тело в кустах.

### Берлинское управление полиции (советский сектор)
Недалеко от станции Берлин-Бух найден труп. Шеф отдела убийств Штюгнер, возглавляющий опергруппу, берёт с собой и стажёра Хорста Крамма. Труп обезображен кислотой, и опознать его не удаётся. Опросы людей около станции ничего не дают.
На совещании шеф управления уголовной полиции Кляйнерт предполагает, что аналогичное убийство жительницы Целендорфа (американский сектор) за 3 месяца до этого — дело рук того же человека, хотя и непонятны его мотивы: допустим, свидетельств того, что целью могло быть ограбление или изнасилование (экспертиза показала отсутствие признаков сексуального насилия), не было.
Штюгнер предлагает выяснить, имели ли место подобные убийства в других секторах. Глава отдела розыска Брукер возражает, мотивируя это нехваткой ресурсов. Однако Кляйнерт указывает на то, что непринятие подобных мер может быть рискованно, если речь действительно идёт о серийном убийце.

### Целендорф (американский сектор)
В Веддинге (французский сектор) Крамм получается от местного комиссара полиции наводку на некоего Годериха, подозревавшегося ранее в подобных нападениях. В это время Кляйнерту и комиссару полиции Целендорфа Пробсту сообщают о создании в Западной части Берлина нового полицай-президиума, с чем они несогласны, в чём получают поддержку в советской комендатуре.
Тем временем Эрвин Рецман, убийца, в поисках ценностей приходит в дом в Целендорфе, где проживала Катарина Церник, под видом сотрудника криминальной полиции, ведущего дело о спекуляциях, за которые якобы была арестована Катарина. От соседей он узнаёт, что у его жертвы остался сын, который в настоящий момент находится у своей бабушки — матери Катарины фрау Дайман.
О визите «полицейского» и предполагаемом аресте дочери от тех же соседей узнаёт и сама Дайман. В комиссариате, куда она обращается по этому, не оказывается никаких сведений на этот счёт, и ей лишь предлагают обратиться в полицай-президиум в советском секторе.
В одной из газет западных секторов появляется статья об исчезновении Катарины Церник после ареста в советской зоне, который охарактеризован как политическая провокация. Пробст в сопровождении Дайман обнаруживают квартиру Церник опустошённой, также выясняется, что «полицейский» не предъявлял документов. Тем не менее бывший заместитель Пробста Берхтольд, назначенный американскими властями комиссаром в Целендорфе, закрывает дело Церник.
Штюгнер и Пробст посылают к Берхтольду Крамма. Берхтольд заявляет, что для дела об исчезновении Церник ещё недостаточно оснований, при этом, пока не установлено её местонахождение, нельзя говорить и об ограблении её квартиры. Крамм берёт у соседей Катарины показания о том, что в день, когда её видели последний раз, она собиралась поехать за город. Описание её внешнего вида Церник на тот момент убеждает Крамма, что найденное в Панкове тело принадлежит ей, одежду опознаёт и фрау Дайман. Становится очевидным, что неизвестный «полицейский» и есть убийца, проясняются и его мотивы. Однако расследование неожиданно прекращается.
23 июня 1948 года во всех трёх западных берлинских секторах в ходе экономической реформы была введена новая денежная единица — немецкая марка (при этом каждый житель западных частей Германии и Берлина получил по 40 марок, а в дальнейшем — ещё по 20). Тем самым, произошёл окончательный раскол между обеими частями как Берлина, так и Германии в целом.

### Возобновление расследования
Некоторое время спустя в полицай-президиуме возвращаются к делу Церник. По информации Кляйнерта, некая фрау Ранер, проживающая в колонии Розанек (французский сектор), не появлялась там уже две недели. Крамм направляется в Розанек. Там охранник колонии сообщает ему, что якобы уже приезжали полицейские на грузовике и вывезли все вещи Ранер. Полиция вновь осматривает местность, где было найдено тело Катарины Церник. Но и эта операция неожиданно прерывается.

### Разделение полицейских структур
28 июля 1948 года берлинскую полицию уведомляют о переходе руководства в руки нового полицай-президента Йоханнеса Штумма.  Крамм срывает попытку вывезти документы в новый президиум, предпринятую Брукером, которого в результате арестовывают.
Крамм с группой ещё раз исследуют окрестности Буха и всё же находят тело третьей жертвы, также с обезображенным лицом. Охранник из Розанека опознаёт одежду и обувь фрау Ранер, а также — по предложенным ему фотографиям — марку грузовика, на котором приезжали «полицейские». Для получения материалов из западных секторов, на что теперь есть основания, Пробст, работающий уже в старом президиуме, встречается на границе между западной и восточной частями Берлина со своим преемником на предыдущем месте службы Берхтольдом.

### Убийство Ингрид Вальтер
В ресторане «Гавайи» (американский сектор) Ренцман знакомится с Ингрид Вальтер и в разговоре узнаёт, что после смерти мужа у неё остался склад с электрическим оборудованием. Вызвавшийся проводить Ингрид до её дома в восточном секторе Ренцман, достигнув находящегося по пути полуразрушенного здания, душит её, снимает украшения и сбрасывает тело в подвал.
Уже на следующий день об исчезновении Ингрид Вальтер становится известно Штюгнеру, он также узнаёт о складе и его содержимом. Готовится масштабная полицейская операция с засадой на складе.
На еженедельном рынке в Шёнеберге (американский сектор) Рецман встречается со своим сообщником Вернером Беркманом, на грузовике которого ранее вывозил вещи убитых женщин. Эрвин убеждает напарника принять участие и в расхищении склада с электродвигателями. Полицейский узнаёт преступников по ориентировкам и преследует их на своем мотоцикле. Вернер сбивает его на грузовике, но теряет управление и съезжает с дороги. Оба преступника скрываются.

### Завершение расследования
По отпечаткам пальцев и другим уликам в машине определяют личность неоднократно имевшего проблемы с законом водителя, проживающего в Западном Берлине. Крамм сообщает, что установлен и сообщник — Рецман, квартира которого находится в советском секторе — в Руммельсбурге.
Крамм с напарником застают готовящихся к побегу преступников врасплох, но напарник погибает от выстрела Рецмана, и тот скрывается в американском секторе, начинающемся прямо за его домом. Раненый в той же перестрелке и задержанный Беркман сообщает, что Рецман собирался посетить спекулянтку и скупщицу краденого Люцию Матевски по кличке «Золотая Люция». Однако у неё оперативники Рецмана не находят.
Под давлением Люция признается, что Эрвин уже оставил ей некоторые вещи и должен вернуться за деньгами. Наконец пришедшего Рецмана задерживают полицейские, без сопротивления с его стороны. Дело «Церник» закрыто (август 1948).

## В ролях
- Герт Гютшов — Эрвин Рецман, серийный убийца
- Александер Ланг — Хорст Крамм, стажёр отдела убийств Крипо
- Норберт Кристиан — оберрат Кляйнерт, шеф Крипо
- Курт Бёве — криминальрат Штюгнер, шеф отдела убийств Крипо
- Гюнтер Науман — криминальрат Брукер, шеф отдела розыска Крипо
- Дитер Вин — сотрудник отдела убийств Крипо
- Йорг Гилльнер — сотрудник отдела убийств Крипо, убитый Рецманом
- Отто Штарк — сотрудник отдела розыска Крипо
- Ханс-Хардт Хардтлофф — комиссар Йозеф Пробст
- Юрген Хольц — комиссар Берхтольд
- Аннемоне Хаазе — Катарина Церник
- Фридель Новак — фрау Дайман, мать Катарины Церник
- Рольф Хоппе — Вернер Д. Беркман, сообщник Ренцмана
- Лисси Темпельхоф — Ингрид Вальтер
- Кете Райхель — Люция Матевски, она же «ГольдЛюция»
- Хайнц Шольц — Артур Бёнке, сосед Катарины Церник
- Агнес Краус — Эмма Бёнке, его жена
- Хорст Химер — майор из советской комендатуры
- Франц Фиман — майор Килгас из американской комендатуры
- Герд Элерс — комиссар Крипо в Вединге
- Уте Бёден (не указана в титрах) — Труде Хайнрих
- Вольфрам Хандель (не указан в титрах) — Фукснер
- Герд-Михаэль Хеннеберг (не указан в титрах) — врач «Скорой помощи»
- Карл Штурм (не указан в титрах) — эксперт-криминалист
- Харальд Вармбрун (не указан в титрах) — офицер полевой полиции

## Награды
В мае 1973 года съёмочная группа фильма (режиссёр Хельмут Ничке, оператор Клаус Нойман, художник-постановщик Георг Кранц и сценарист Йоахим Плётнер) получила Премию имени Генриха Грайфа первой степени.